# Das Marienleben (Dürer)

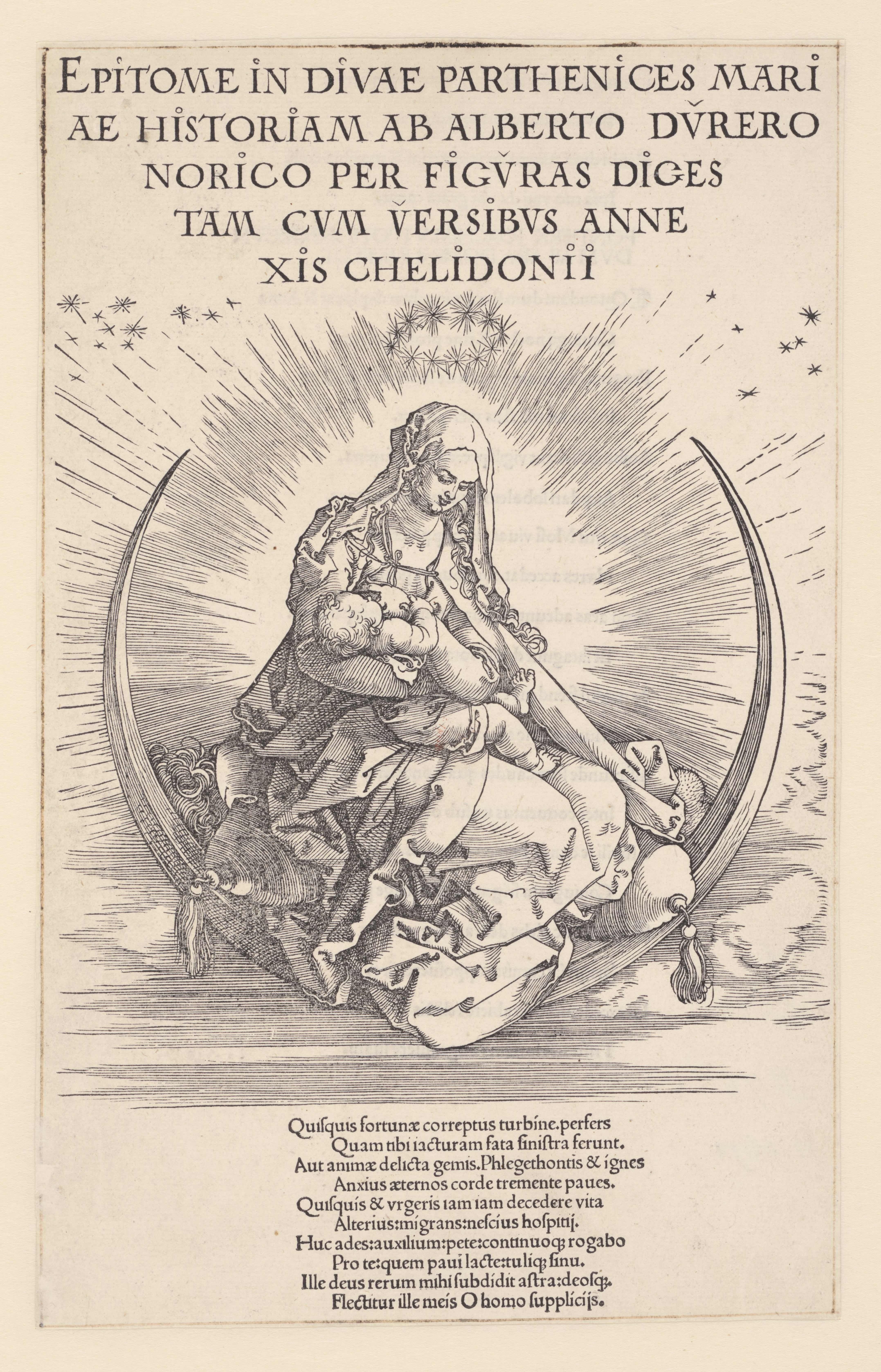
Titelblatt

Das Marienleben ist ein Bilderzyklus von neunzehn Holzschnitten und einem Titelbild, das in Buchform veröffentlicht wurde. Der Zyklus wurde von Albrecht Dürer kurz nach 1500 begonnen und erst zwischen 1510 und 1511 abgeschlossen. Eines der am besten erhaltenen Exemplare befindet sich in der Staatlichen Graphischen Sammlung München.
Dürer war noch mitten in der Arbeit an seiner Große Passion–Serie, als er bereits das Marienleben in Angriff nahm. Nur 16 der Druckstöcke waren bis 1504 fertiggestellt, wobei die endgültige Fertigstellung durch den zweiten Aufenthalt Dürers in Venedig von 1505 bis 1507 weiter verzögert wurde.

## Einordnung in die Kunstgeschichte
In der Epoche des Renaissance erhielt der Marienkult eine große Bedeutung. Graphiker und Schriftsteller der damaligen Zeit illustrierten das Leben der Mutter Gottes basierend auf den Apokryphen sowie auf Legenden aus der Legenda Aurea des Jacobus de Voragine.

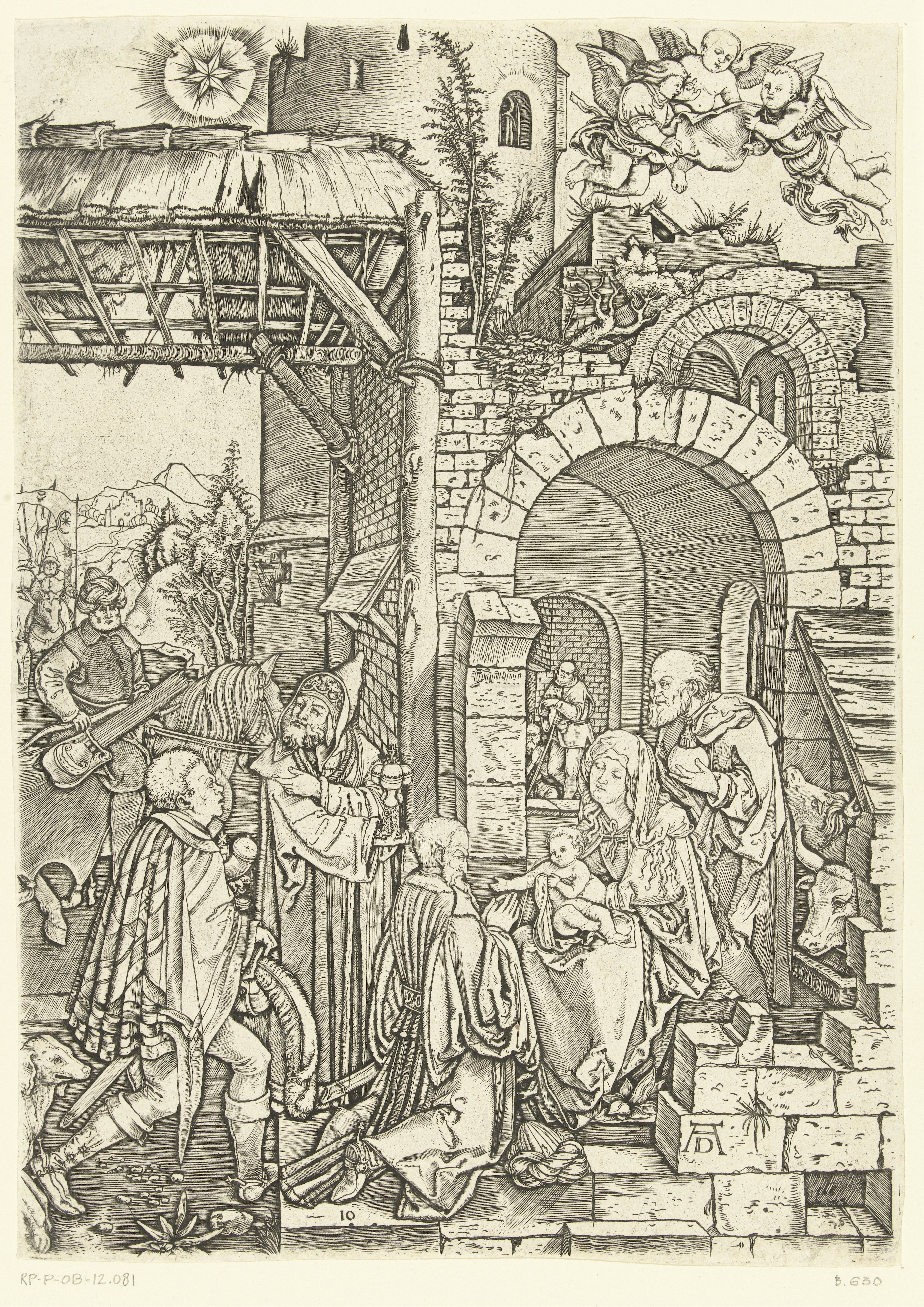
Die Anbetung der Könige, Holzschnitt nach Albrecht Dürer von Marcantonio Raimondi

## Entstehungsgeschichte
Den Zyklus Marienleben hat Dürer 1501 oder 1502 angefangen. Obwohl einige frühere Schnitte mit Gravuren Schongauers ähnliche Motive wie die Dürers hatten, erkennen Kunsthistoriker, dass Dürer nicht die bestehenden Werke nachahmte, sondern mit eigenen schon weit im Voraus gefassten Ideen die Themen neu entwickelte.
Dürer hat nach der Fertigstellung von 17 Schnitten 1505 seine zweite Italienreise angetreten. Marcantonio Raimondi konnte diese fertigen Schnitte kopieren. Nach seiner Rückkehr 1507 aus Italien schuf Dürer 1510 die zwei noch fehlenden Schnitte.
Zusammen mit weiteren Holzschnitten wie der Großen Passion oder der Kleinen Passion veröffentlichte Dürer auch Das Marienleben 1511 in einem Buch, das mit lateinischen Gedichten des Benediktiners Benedictus Chelidonius aus dem Nürnberger St. Ägidien–Kloster versehen war. Insgesamt produzierte Dürer in diesem Zeitraum ungefähr 90 Holzschnitte.
Der Zyklus wurde im 16. Jahrhundert mehrfach nachgedruckt.

## Galerie

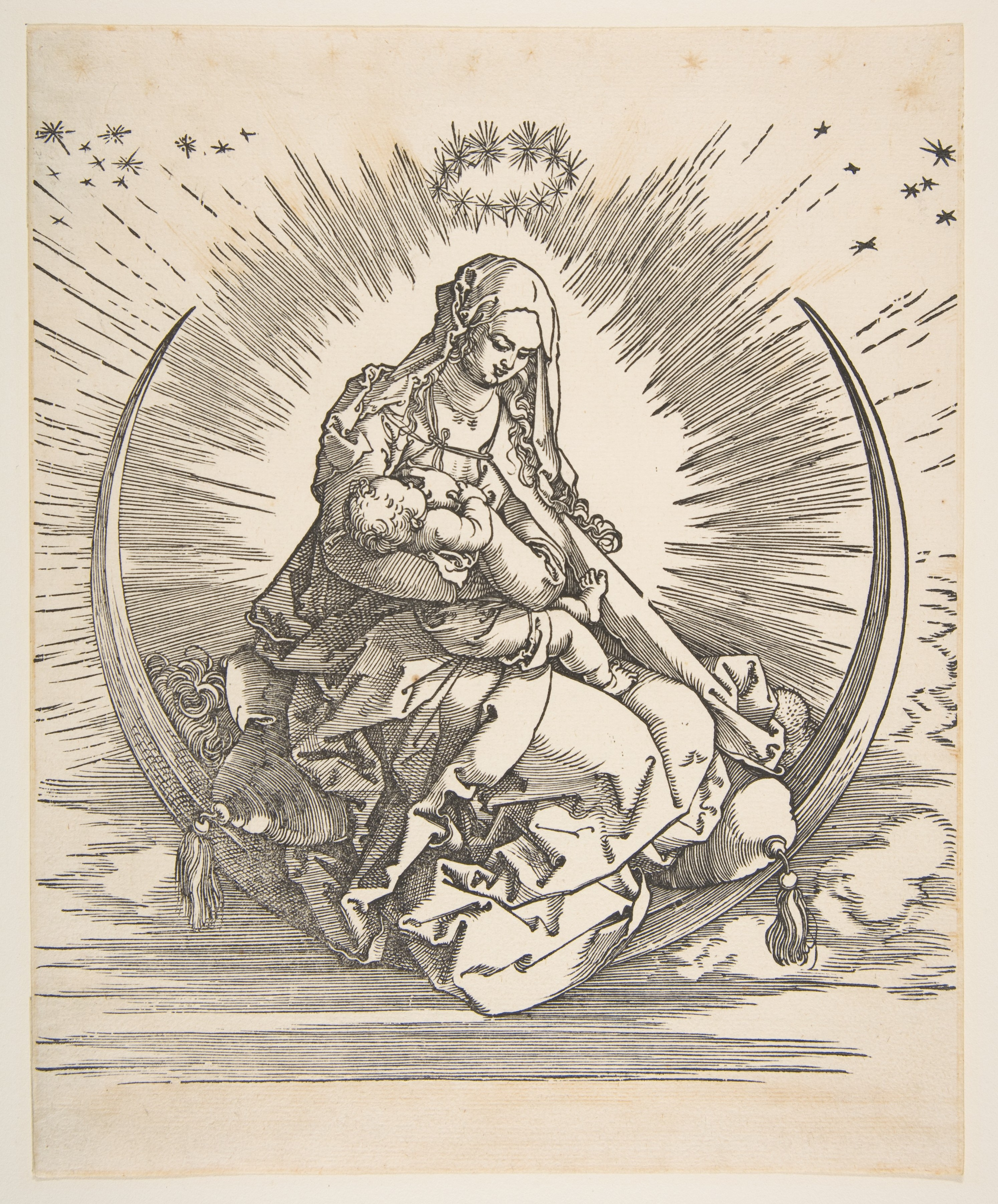
Titelblatt:Maria mit Kind auf der Mondsichel, dargestellt als Maria lactans
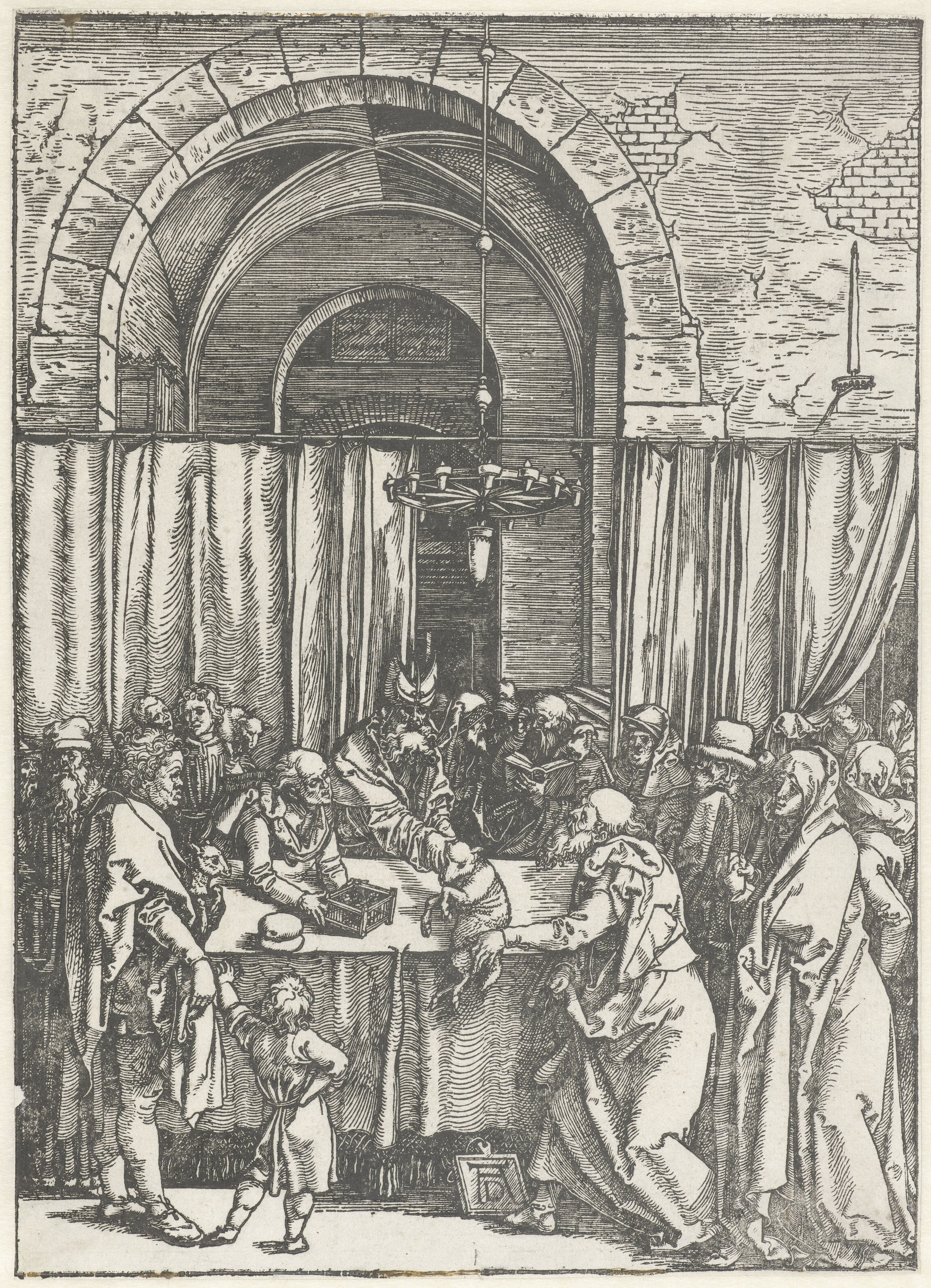
Joachim, der Vater Marias, bietet dem Oberpriester ein Opferlamm, das abgelehnt wird
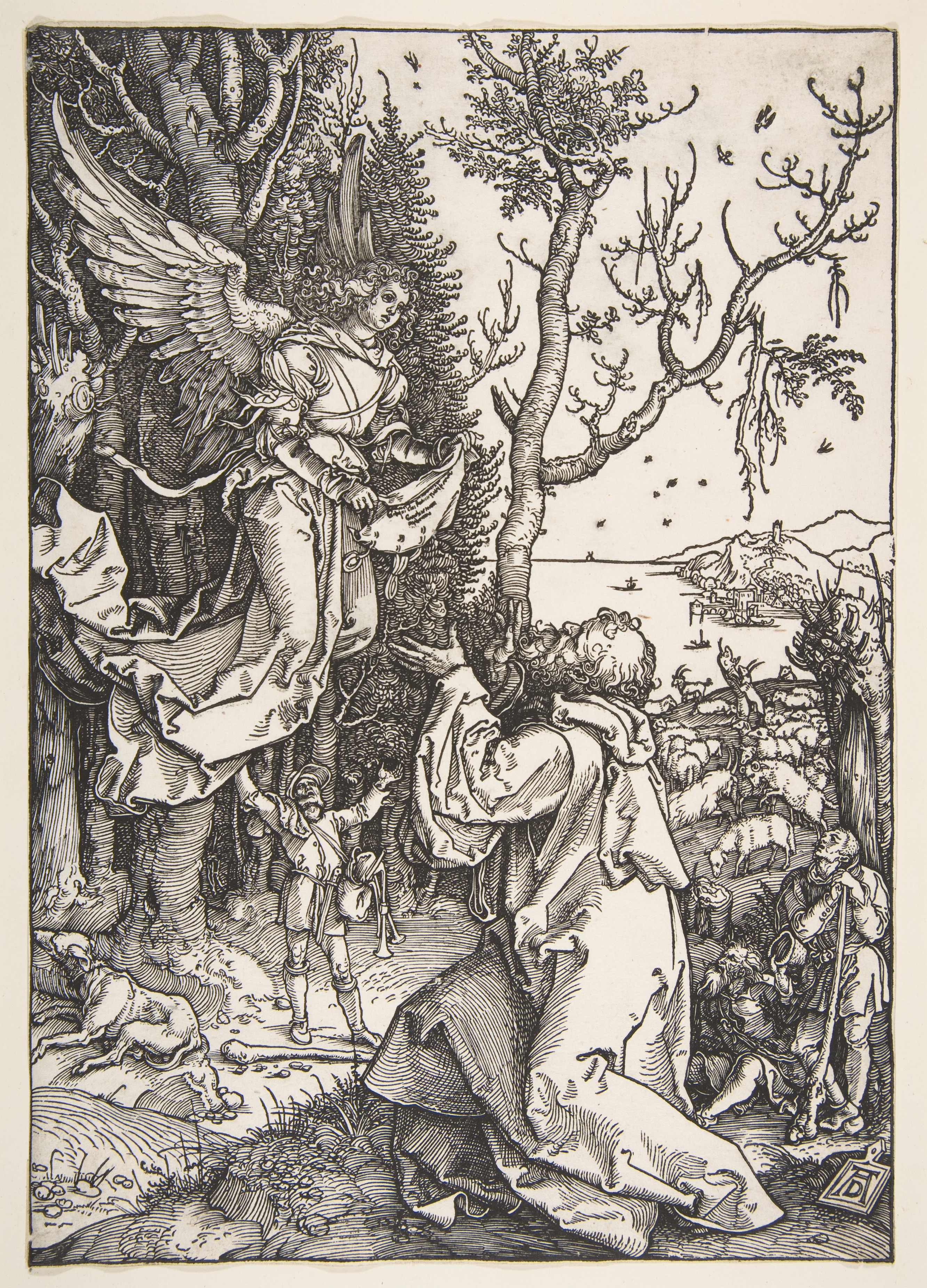
Ein Engel erscheint Joachim
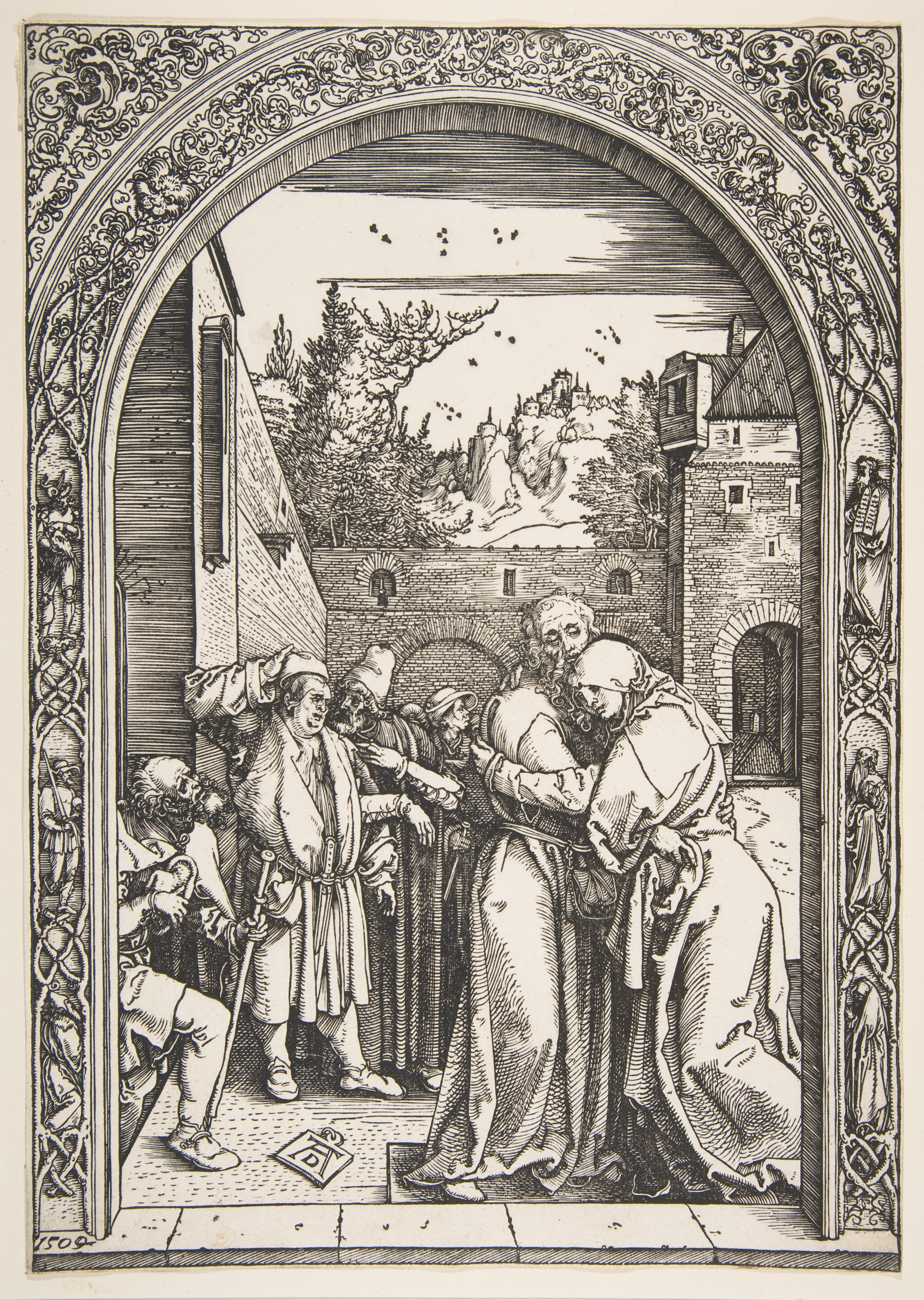
Joachim und Anna, die Eltern Marias, Begegnung an der Goldenen Pforte
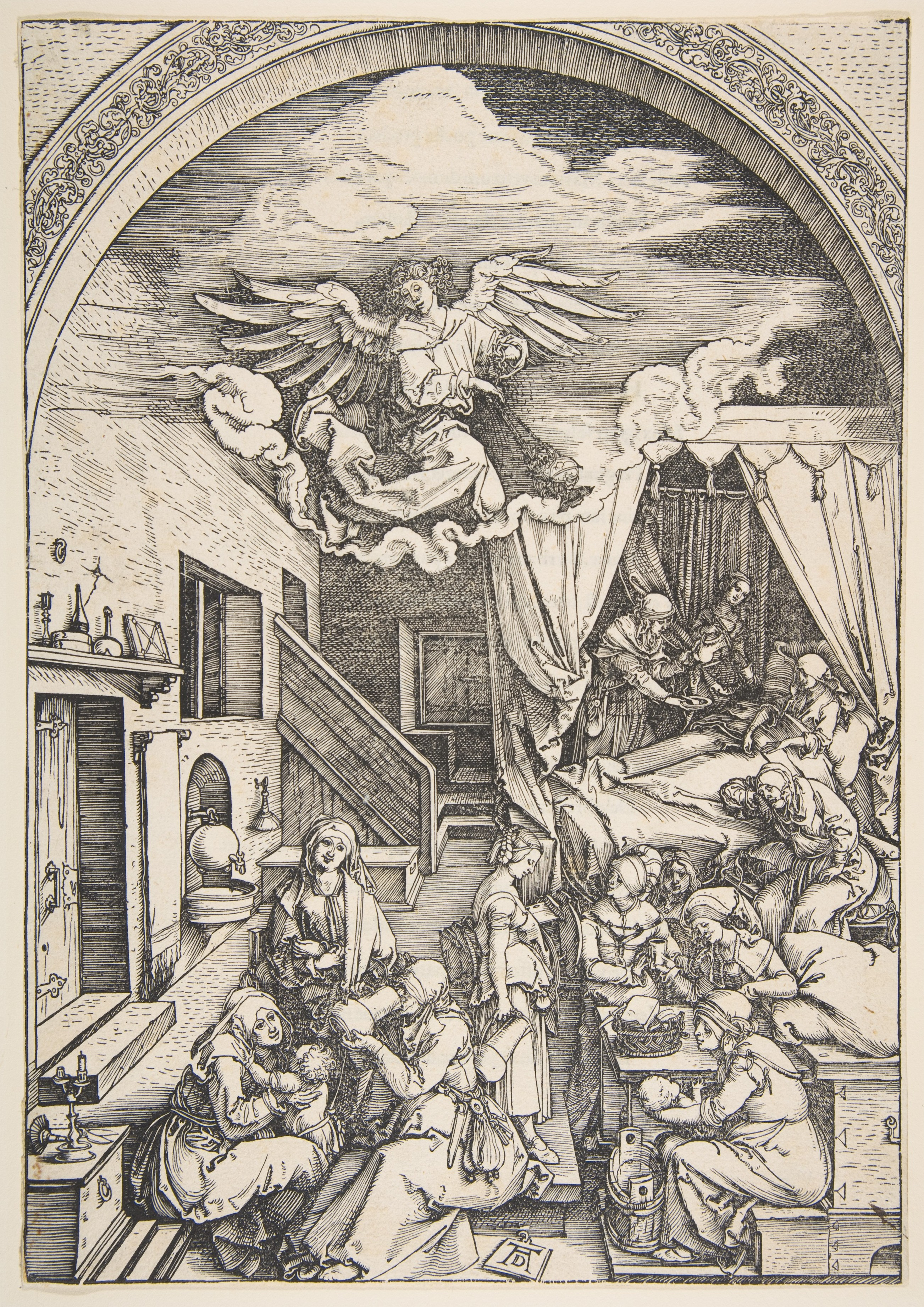
Geburt Marias
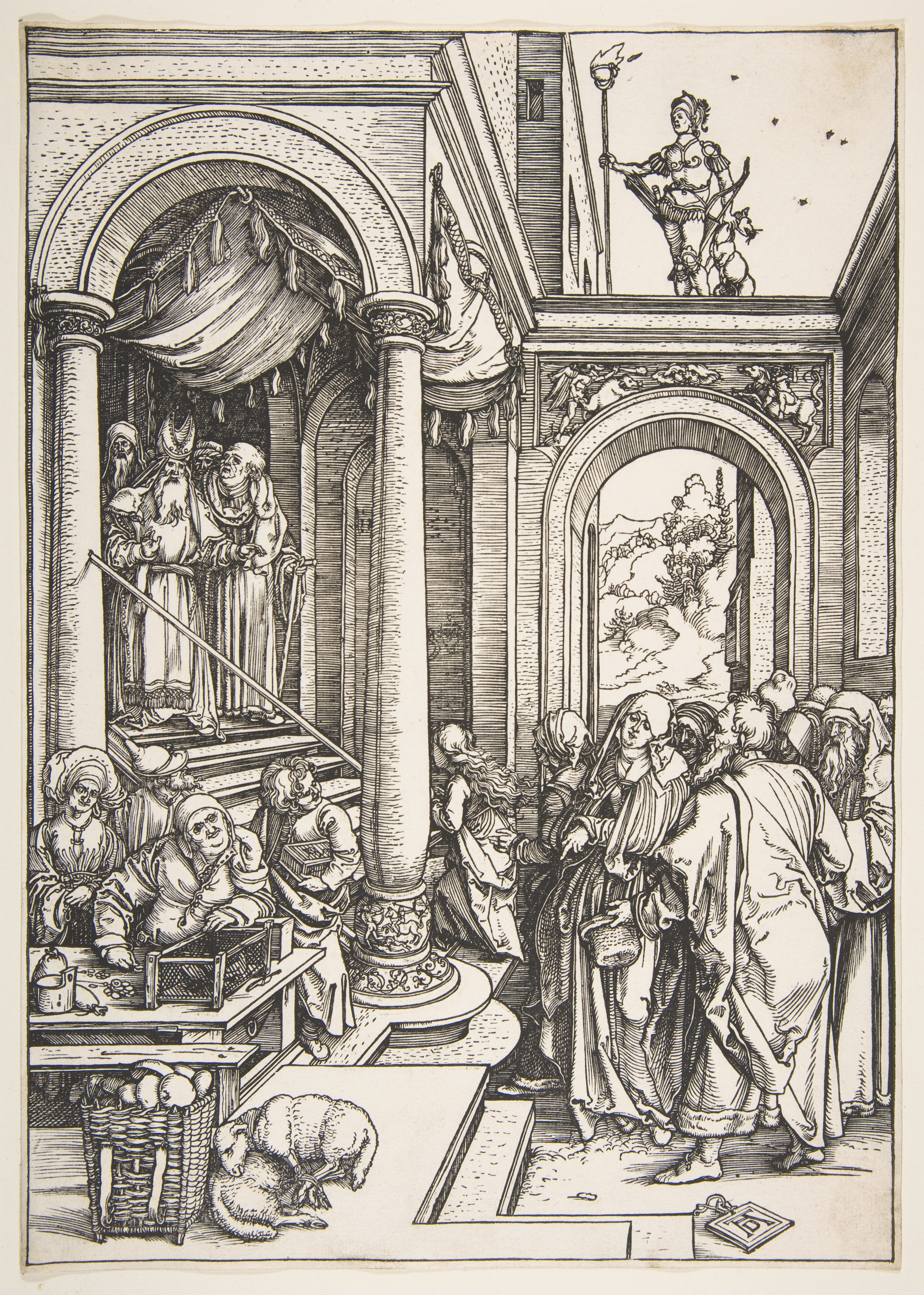
Vorstellung Marias im Tempel
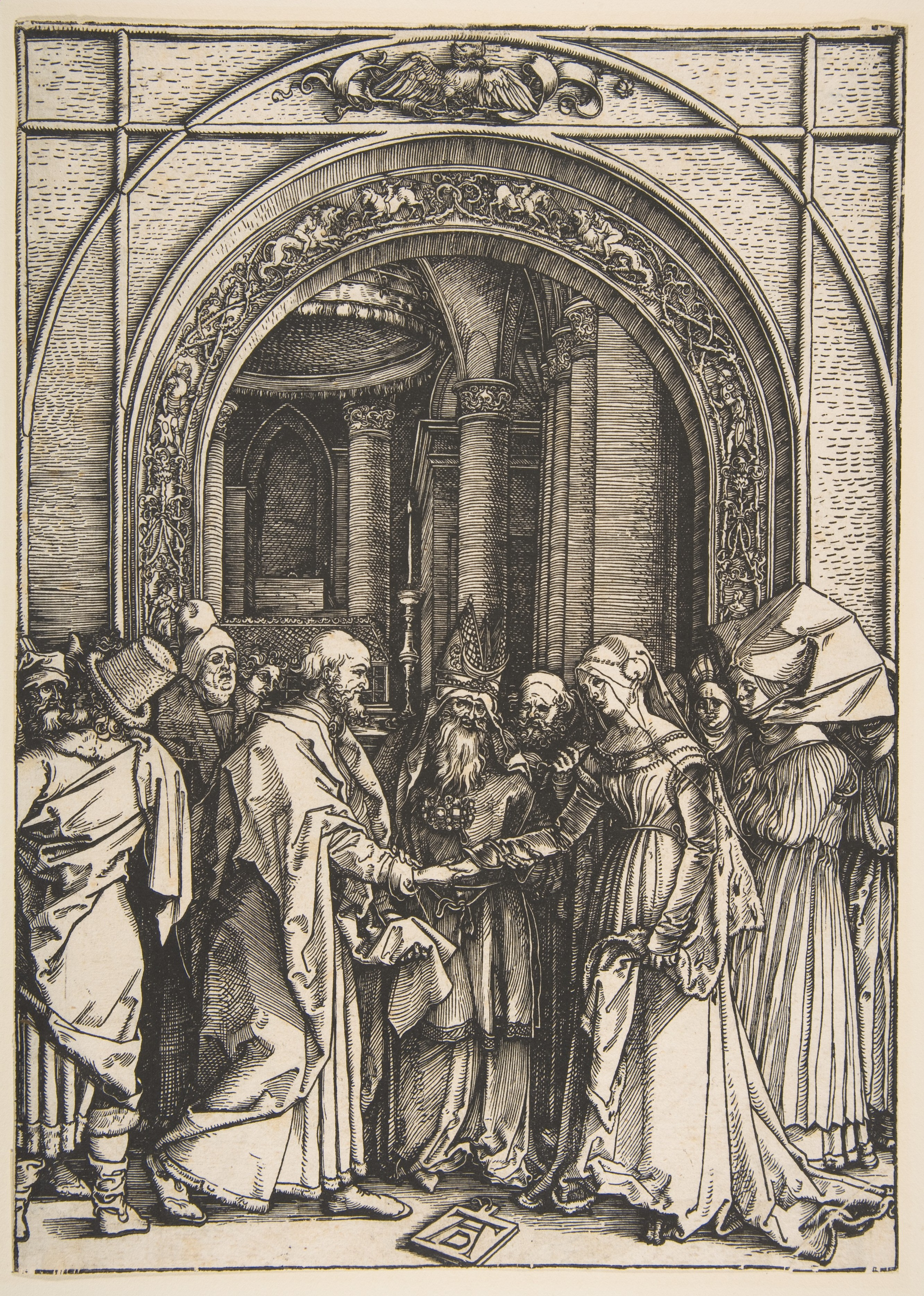
Verlobung Marias mit Josef; auffällig sind die Ornamente mit ihrer Verbindung von gotischen und antikisierenden Elementen
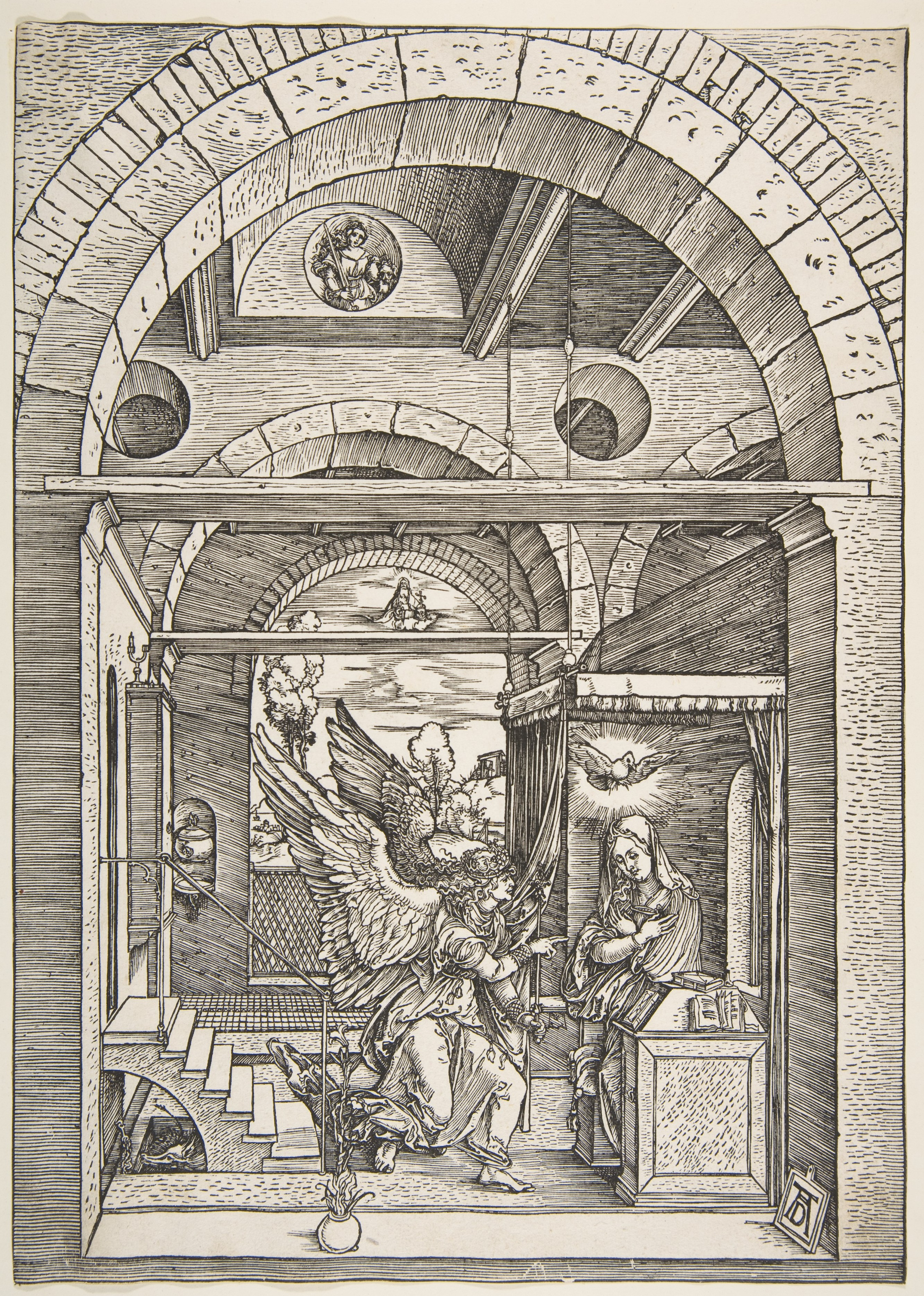
Die Verkündigung des Herrn; die Taube symbolisiert den Heiligen Geist, während Gott Vater hinter den Wolken verborgen ist.
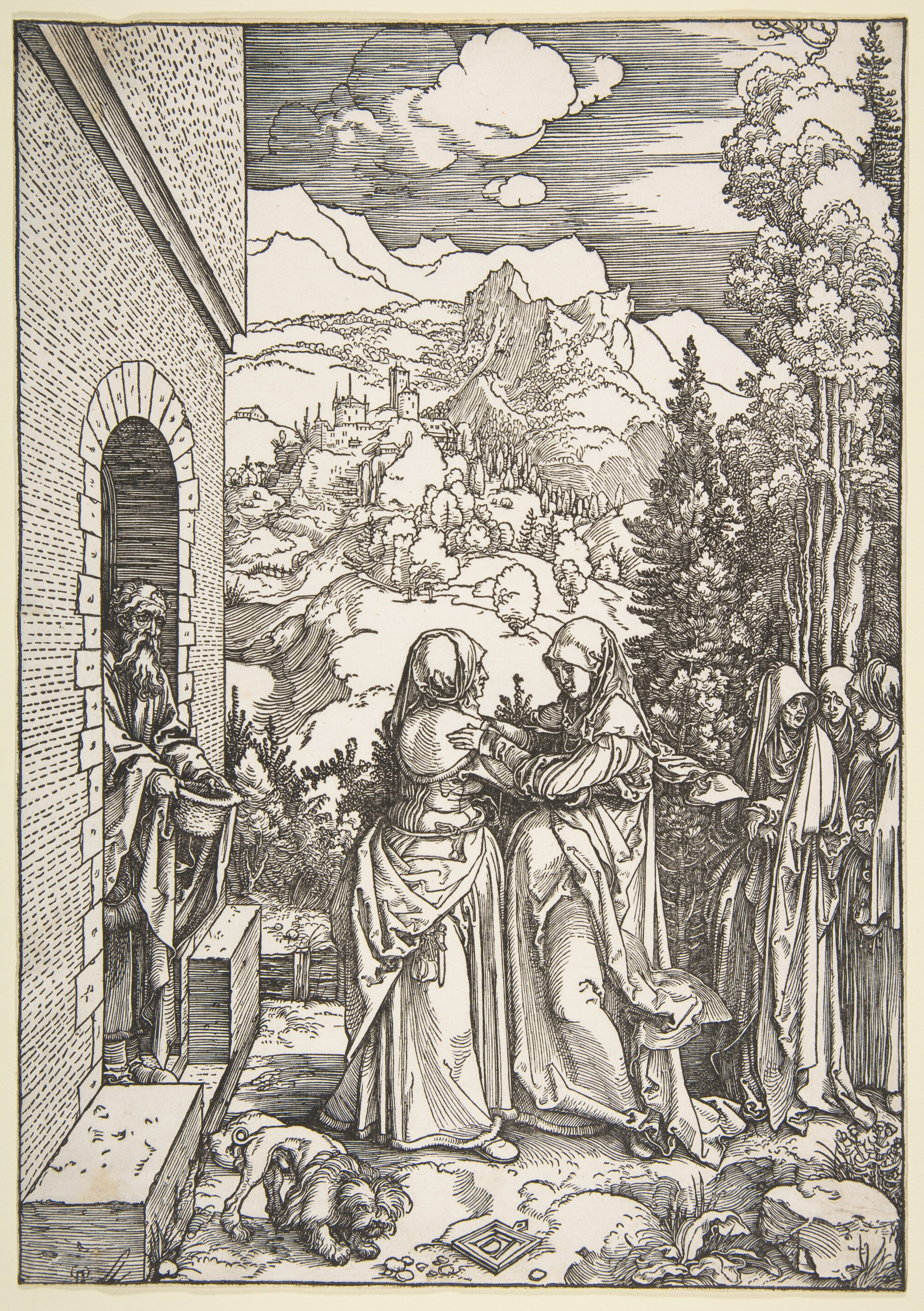
Mariä Heimsuchung
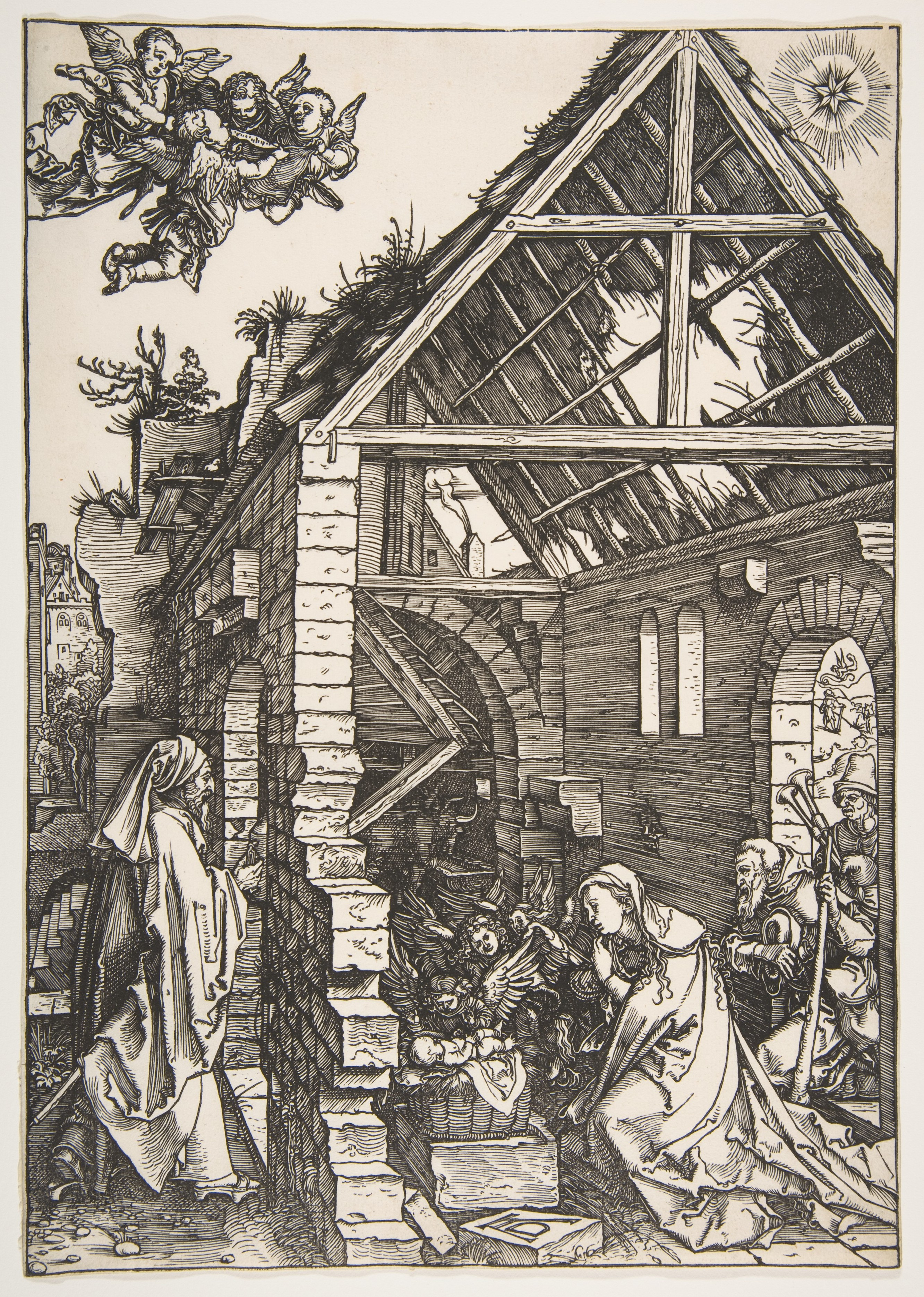
Geburt Jesu
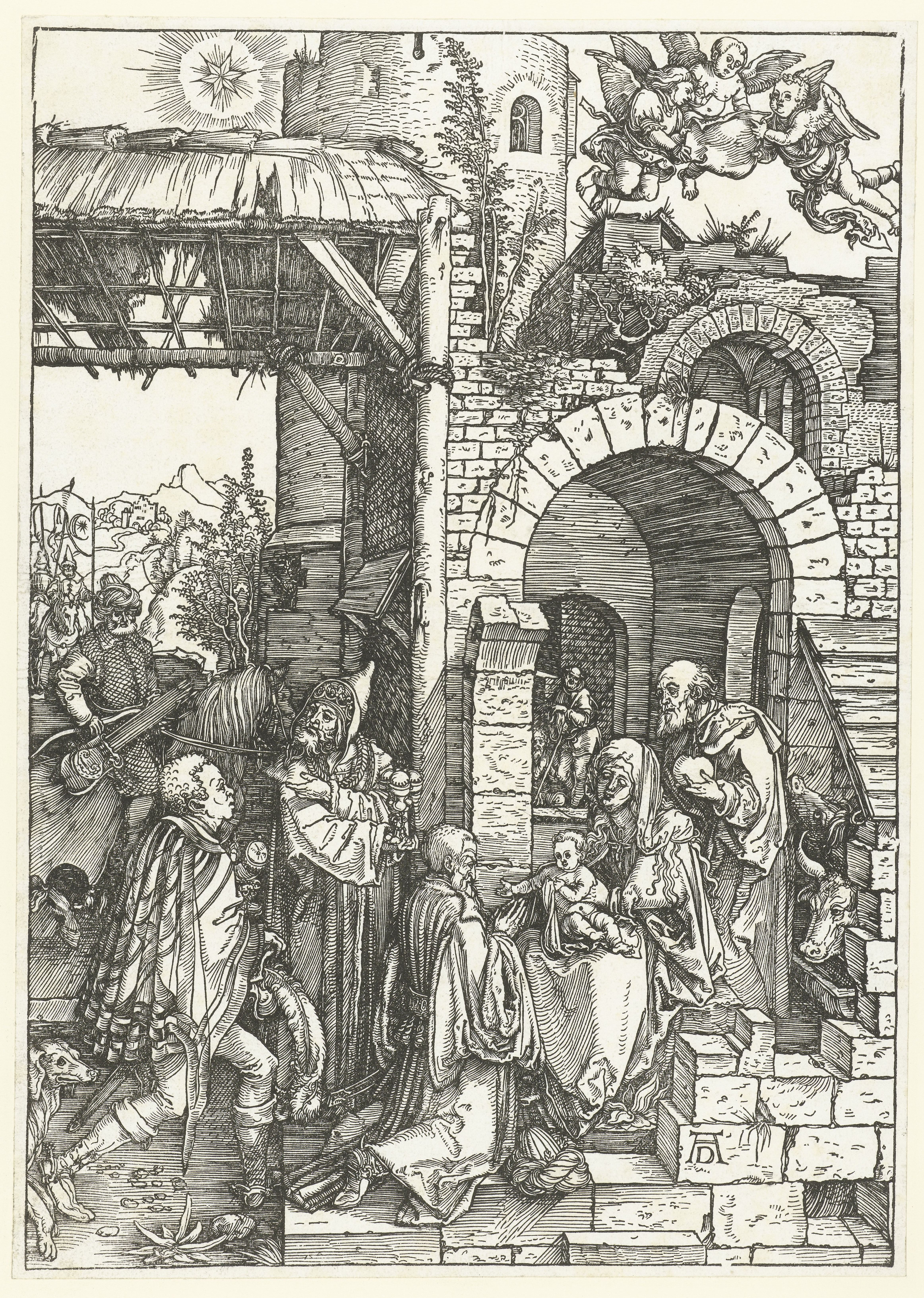
Die Anbetung der Könige
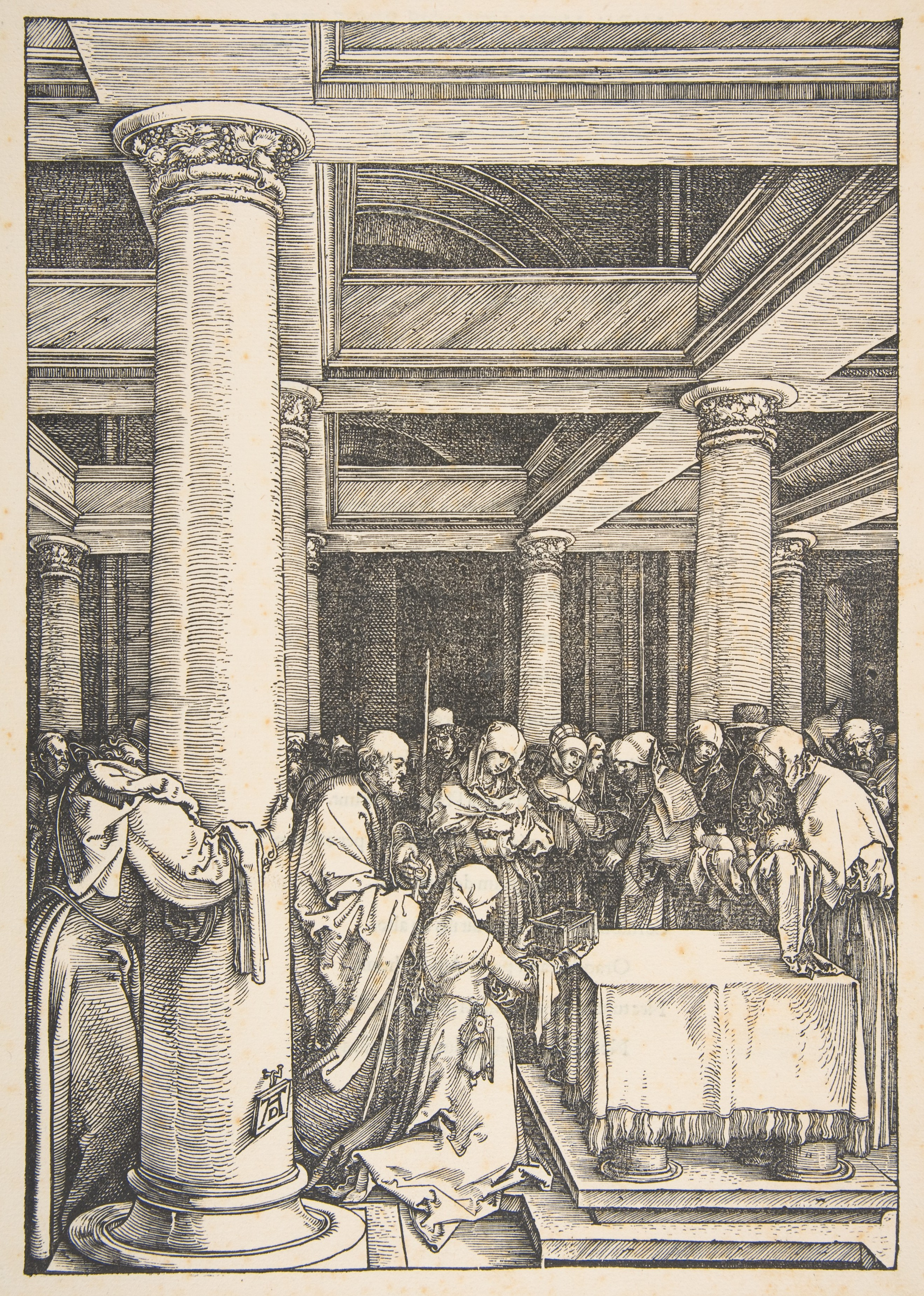
Darstellung im Tempel
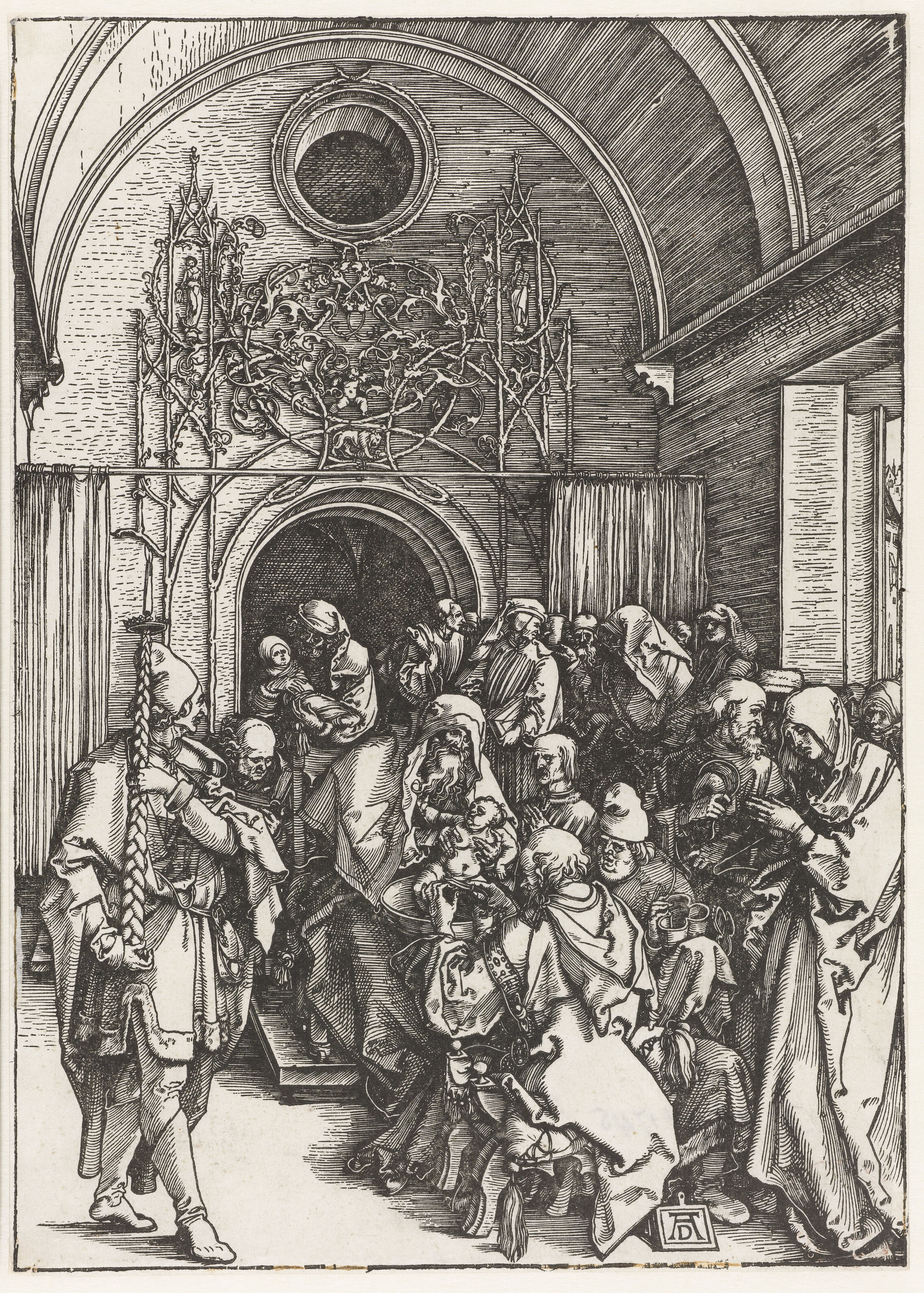
Beschneidung des Herrn
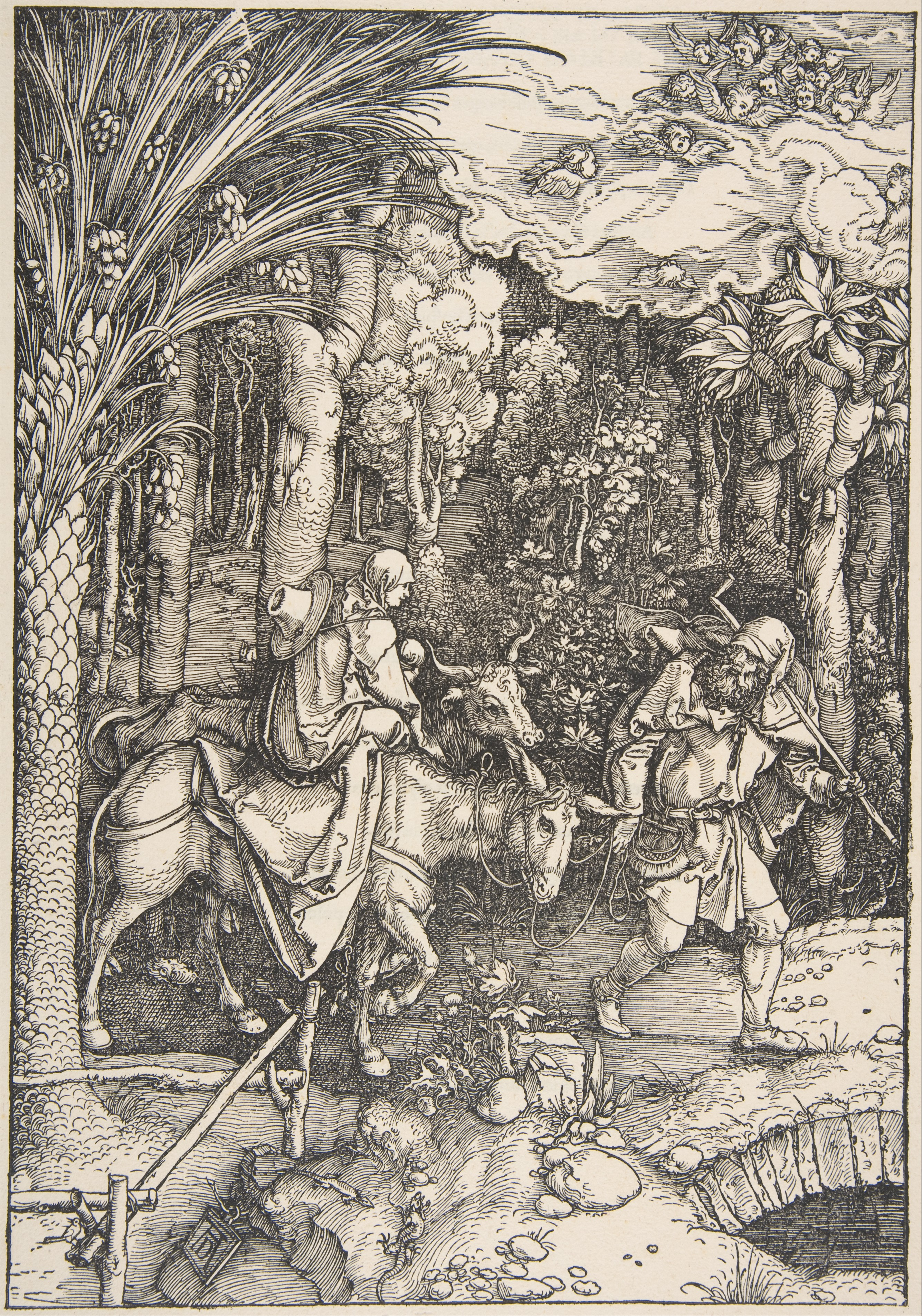
Die Flucht nach Ägypten
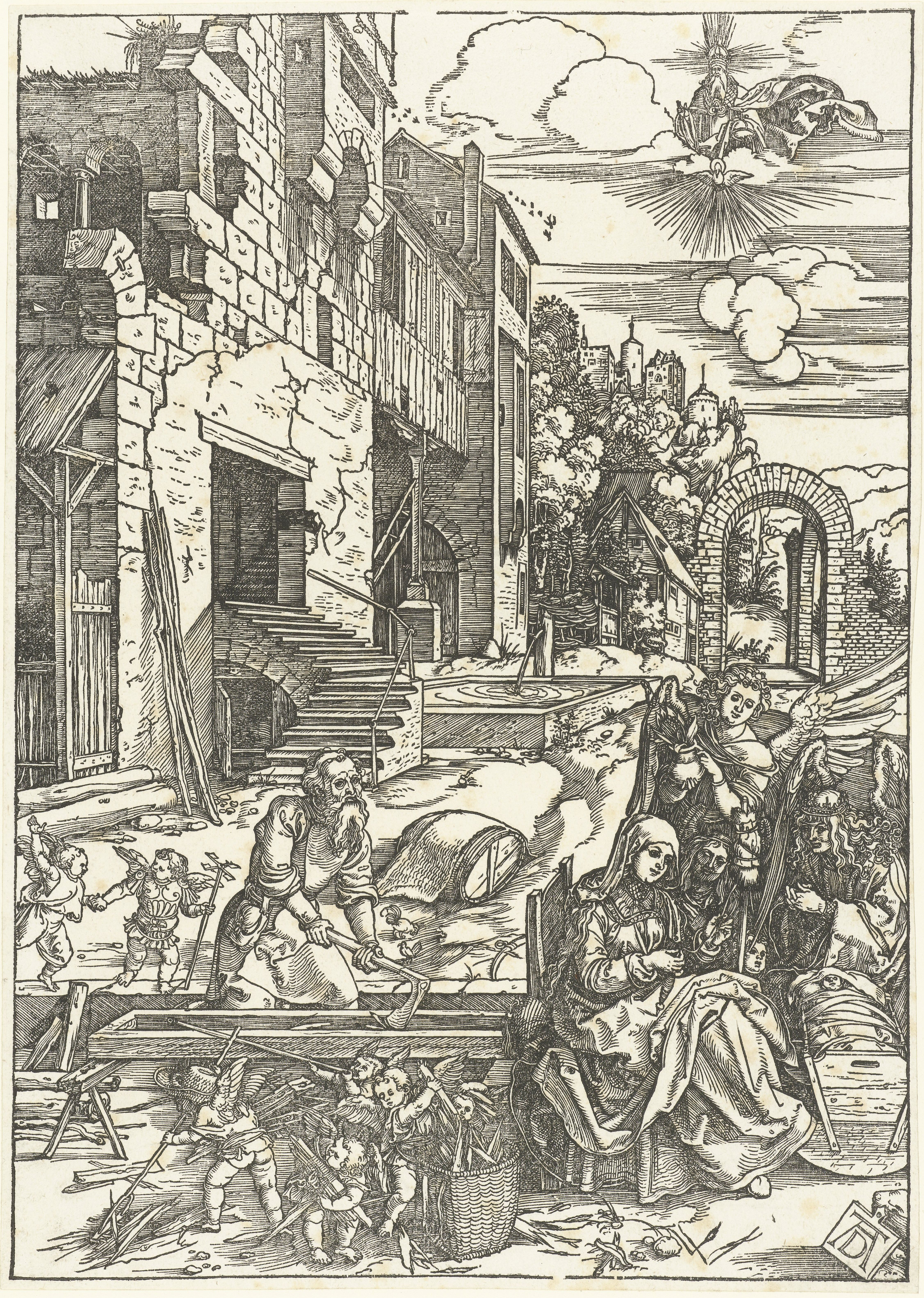
Die Heilige Familie in Nazareth
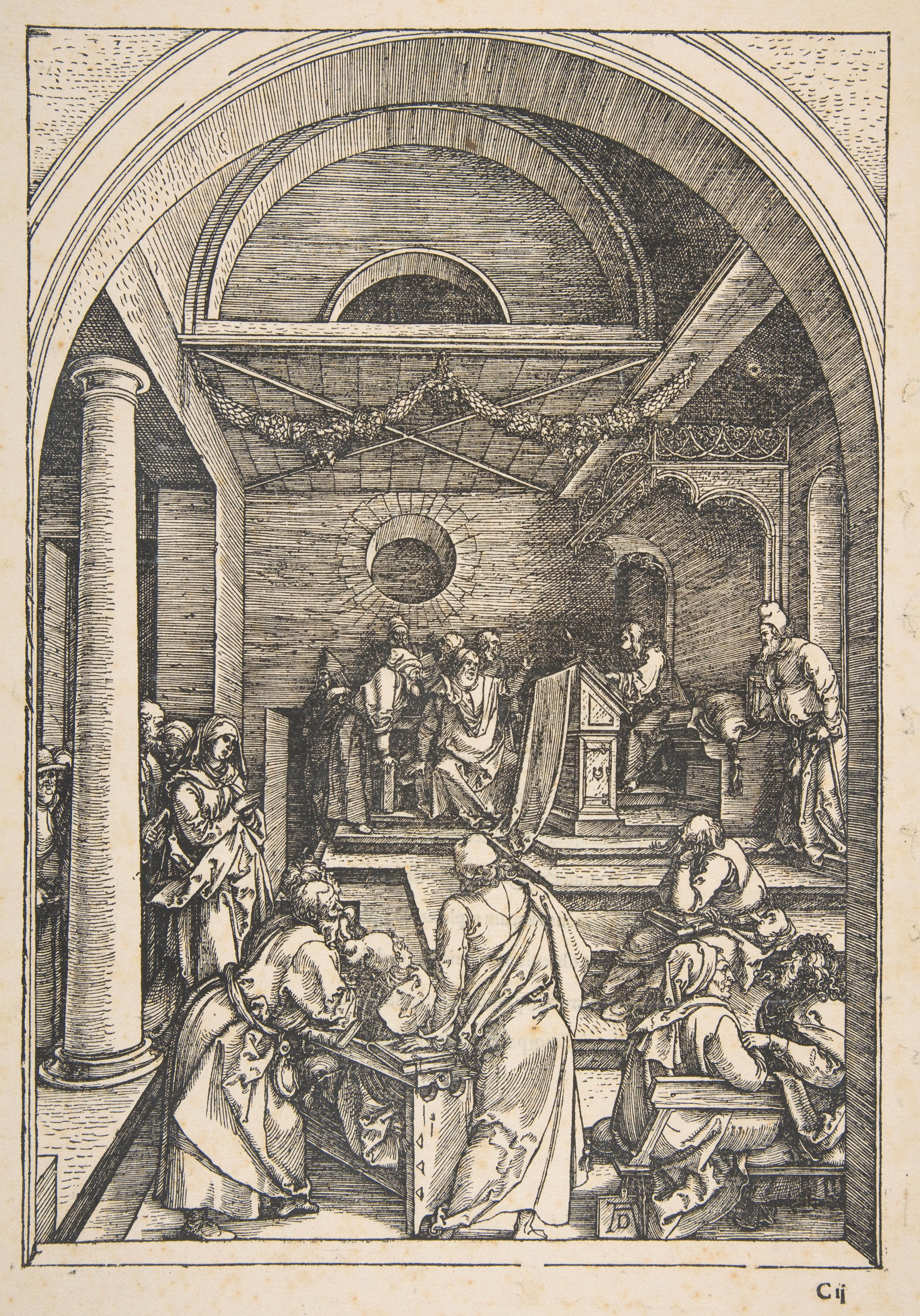
Jesus lehrt im Tempel
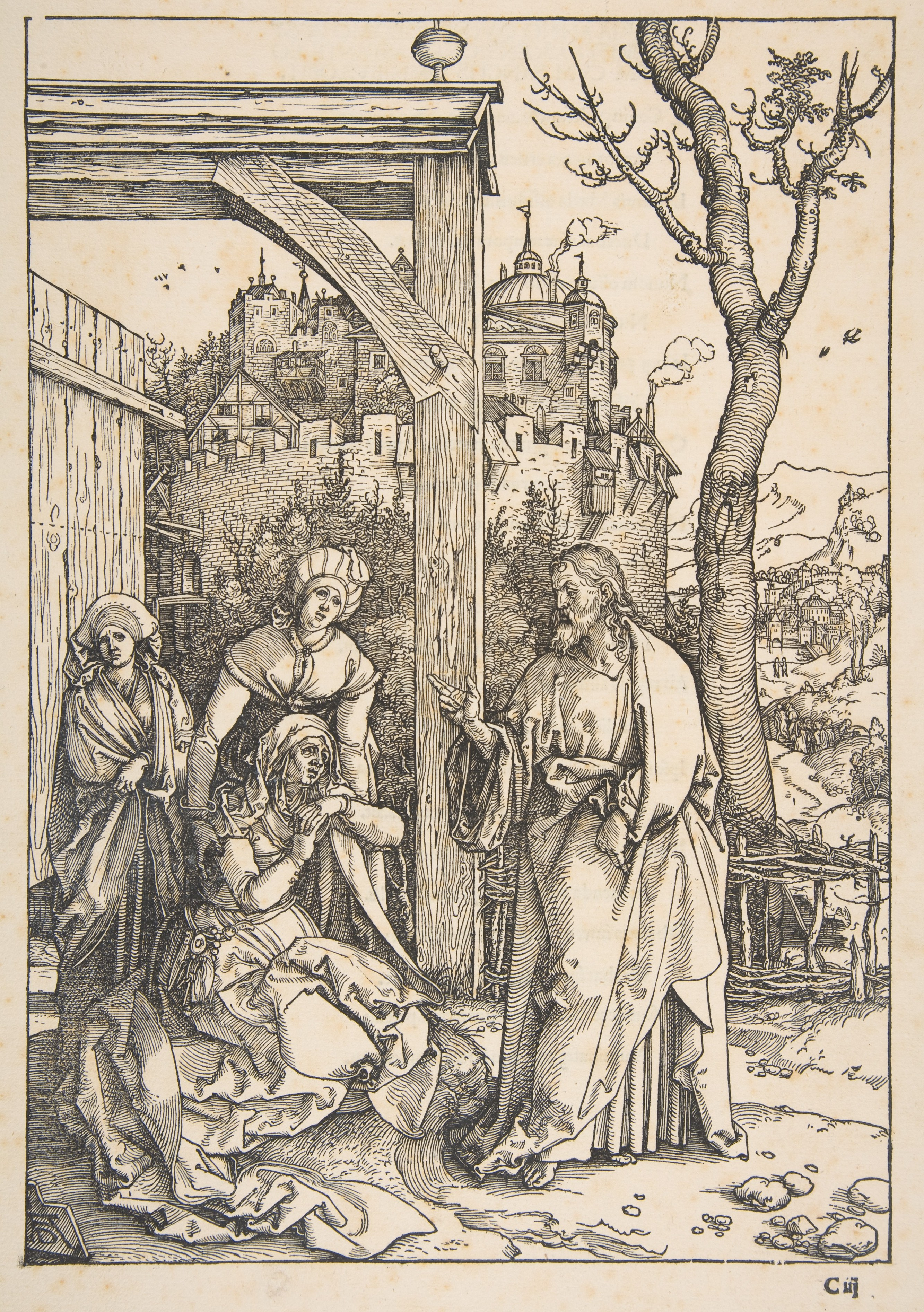
Jesus verlässt seine Mutter
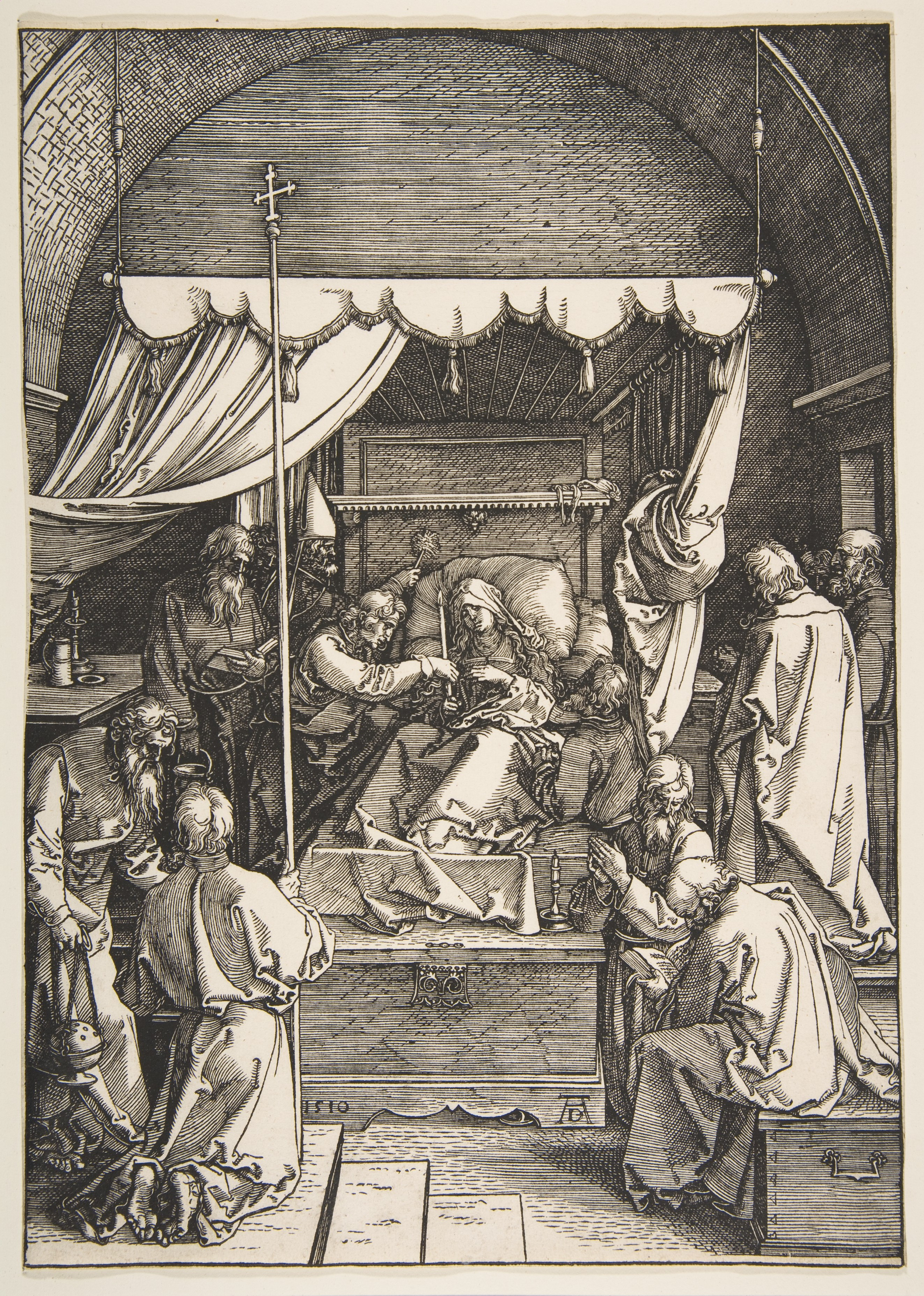
Tod Mariens
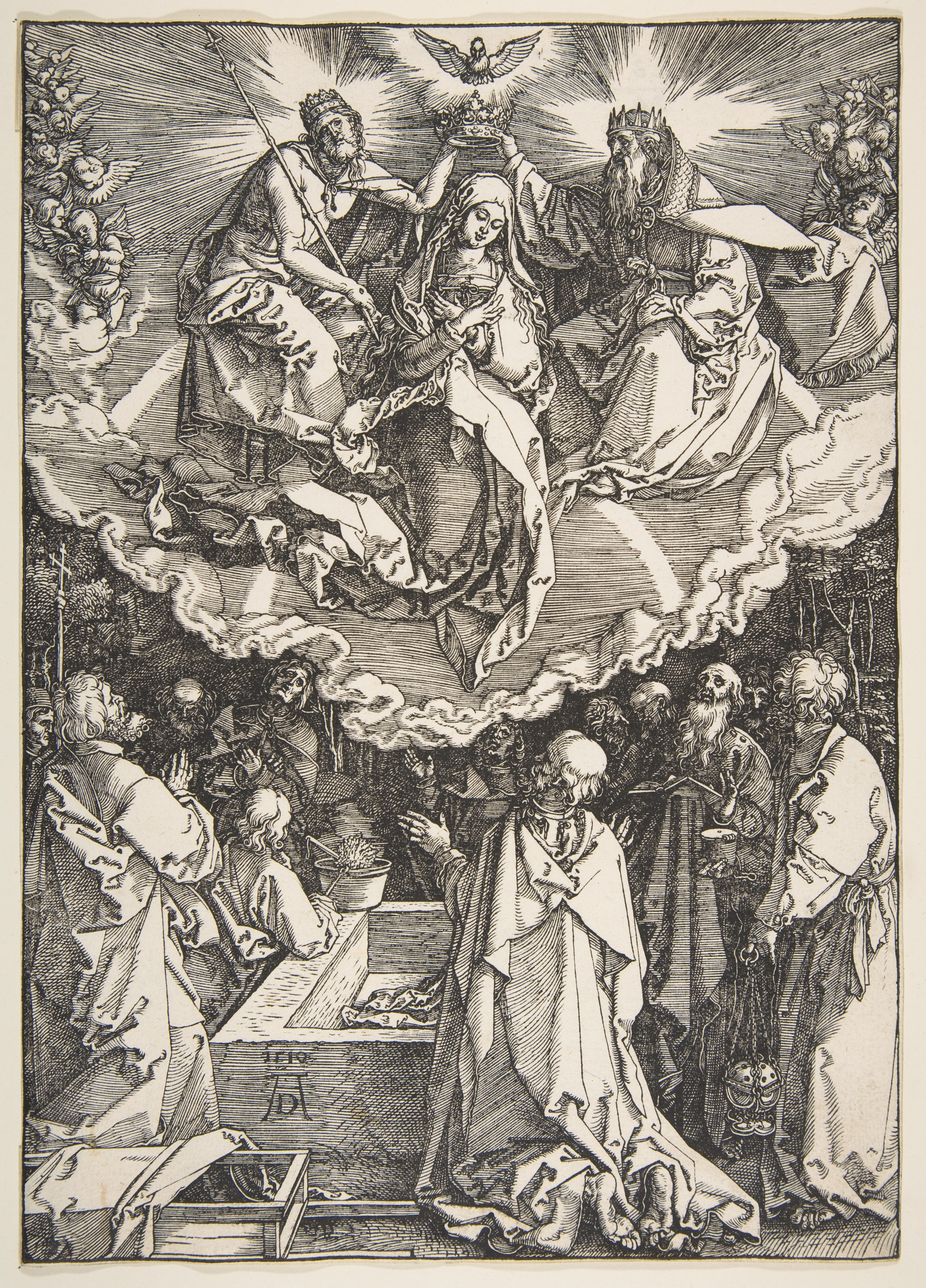
Marienkrönung
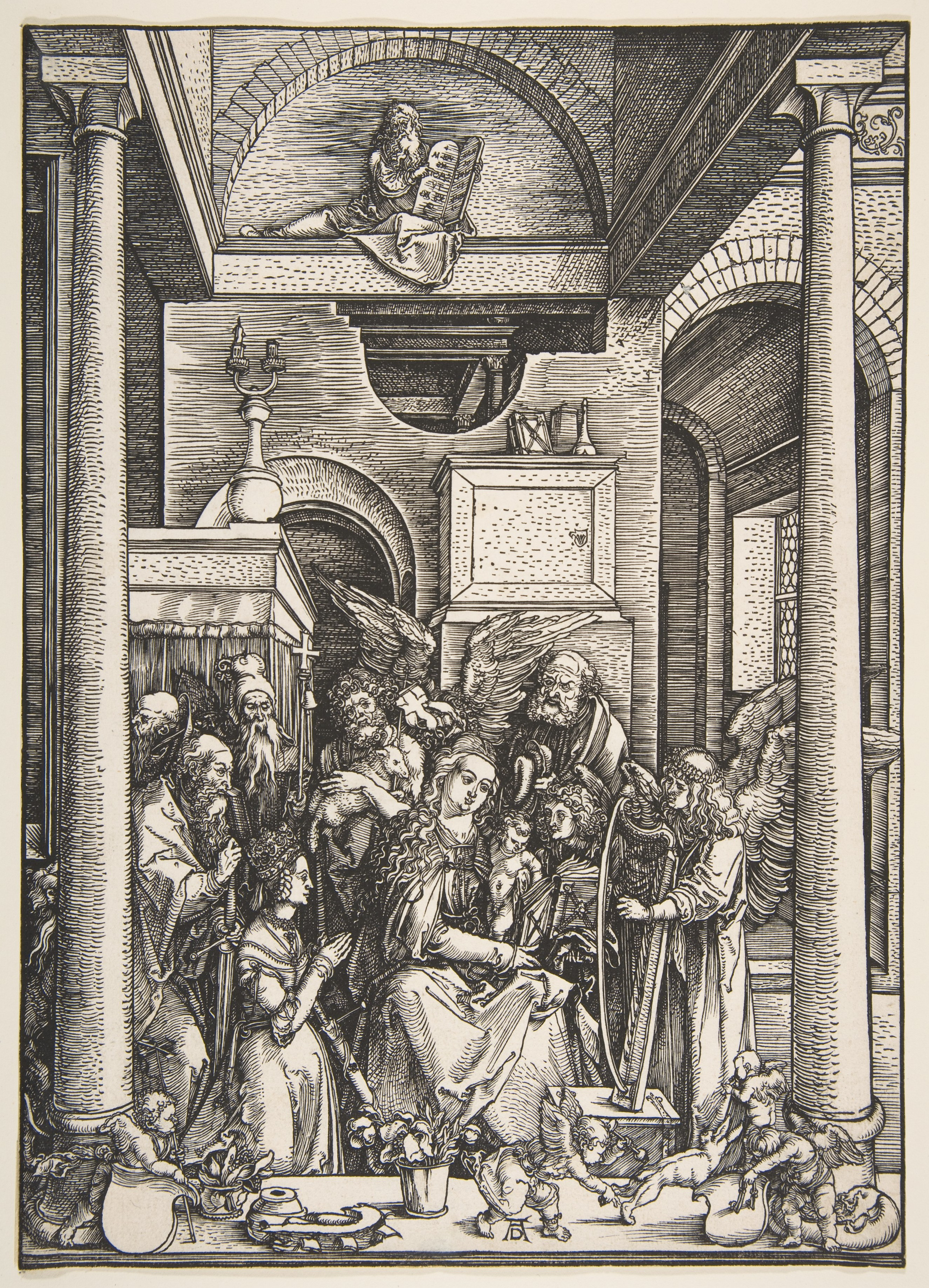
Maria in Gesellschaft von Engeln und Heiligen (Sacra Conversazione)